# Florus
Florus a fost un istoric roman, el a trăit în timpul lui Traian și Hadrian.

## Opera
El a compilat, mai ales din Titus Livius, o scurtă schiță a istoriei de la Roma, de la fondarea orașului până la închiderea templului lui Ianus de Cezar August (25 î.Hr.). Opera, care se numește Epitome de T. Livio Bellorum omnium annorum DCC Libri duo, este scrisă într-un stil bombastic și retoric - o laudă excesivă a măreției de la Roma. Acesta este adesea greșit în detalii geografice și cronologice. În ciuda defectelor sale, cu toate acestea, cartea a fost folosită ca un simbol la îndemână a istoriei romane în Evul Mediu și a supraviețuit ca un manual în secolul al XIX-lea.
În manuscrise scriitorul este numit diferit ca „Julius Florus”, „Lucius Florus Anneus”, sau pur și simplu „Annaeus Florus”. Din anumite similitudini de stil, el a fost identificat ca „Publius Annius Florus”, poet, orator și prieten al lui Hadrian, autor al unui dialog cu privire la problema dacă Virgiliu a fost un orator sau poet. Din acest dialog doar introducerea a fost păstrată.

## Astăzi
Textul modern cel mai accesibil și traducerea se află în Loeb Classical Library (nr. 231, publicat 1984, ISBN 0-674-99254-7).
Christopher Plantin, Anvers, din 1567, a publicat două texte ale lui Florus (două pagini de titlu) într-un singur volum. Titlurile au fost aproximativ după cum urmează: 
1. L.IVLII Flori de Gestis Romanorum, Historiarum;
2. Commentarius I STADII L.IVLII Flori de Gestis Romanorum, Historiarum.

Primul titlu are 149 de pagini, al doilea 222 de pagini.